# Кубок Ірландії з футболу 2014
Кубок Ірландії з футболу 2014 — 94-й розіграш кубкового футбольного турніру в Ірландії. Переможцем втретє став Сент-Патрікс Атлетік.

## Календар
| Раунд        | Дата                     |
| ------------ | ------------------------ |
| Перший раунд | 25/27 квітня 2014        |
| Другий раунд | 1/15 червня 2014         |
| 1/8 фіналу   | 22 серпня/1 вересня 2014 |
| Чвертьфінали | 12/17 вересня 2014       |
| Півфінали    | 5/7 жовтня 2014          |
| Фінал        | 2 листопада 2014         |

## Перший раунд
| Команда 1         | Рахунок | Команда 2           |
| ----------------- | ------- | ------------------- |
| 25 квітня 2014    |         |                     |
| Малахайд Юнайтед  | 2:1     | Толка Роверс        |
| Белгроув          | 1:0     | Драмкондра          |
| Лейксліп Юнайтед  | 1:2     | Сент-Патрікс КЮ     |
| 26 квітня 2014    |         |                     |
| Ейвондейл Юнайтед | 4:1     | Каррігелайн Юнайтед |
| 27 квітня 2014    |         |                     |
| Сент-Майклс       | 2:1     | Сент-Френсіс        |
| Свіллі Роверс     | 1:2     | ЮКК                 |
| Блубелл Юнайтед   | 2:3     | Фенікс              |

## Другий раунд
| Команда 1         | Рахунок | Команда 2            |
| ----------------- | ------- | -------------------- |
| 1 червня 2014     |         |                      |
| Мейфілд Юнайтед   | 1:3     | Малахайд Юнайтед     |
| Коллінстаун       | 0:2     | Ейвондейл Юнайтед    |
| 6 червня 2014     |         |                      |
| Белгроув          | 0:1     | Фінн Гарпс           |
| Дандолк           | 3:0     | Слайго Роверз        |
| Атлон Таун        | 0:2     | Лонгфорд Таун        |
| Сент-Патрікс КЮ   | 0:3     | Сент-Патрікс Атлетік |
| ЮКД               | 1:3     | Голвей Юнайтед       |
| Корк Сіті         | 6:0     | Св Могтас АФК Дублін |
| Дрогеда Юнайтед   | 4:2     | Кокгілл Селтік       |
| Вексфорд Ютс      | 1:0     | Брей Вондерерз       |
| Шелбурн           | 1:0     | Вотерфорд Юнайтед    |
| 7 червня 2014     |         |                      |
| Шериф             | 0:4     | Шемрок Роверс        |
| Лімерик           | 1:2     | Богеміан             |
| Ков Рамблерс      | 0:2     | Деррі Сіті           |
| 8 червня 2014     |         |                      |
| Белліненті Роверс | 2:1     | Фенікс               |
| ЮКК               | 0:0     | Сент-Майклс          |

Перегравання
| Команда 1      | Рахунок | Команда 2 |
| -------------- | ------- | --------- |
| 15 червня 2014 |         |           |
| Сент-Майклс    | 4:2     | ЮКК       |

## 1/8 фіналу
| Команда 1            | Рахунок | Команда 2         |
| -------------------- | ------- | ----------------- |
| 22 серпня 2014       |         |                   |
| Корк Сіті            | 2:2     | Богеміан          |
| Деррі Сіті           | 3:0     | Малахайд Юнайтед  |
| Дандолк              | 2:1     | Голвей Юнайтед    |
| Сент-Патрікс Атлетік | 1:1     | Шелбурн           |
| Шемрок Роверс        | 3:0     | Лонгфорд Таун     |
| Вексфорд Ютс         | 1:2     | Фінн Гарпс        |
| 24 серпня 2014       |         |                   |
| Белліненті Роверс    | 0:4     | Дрогеда Юнайтед   |
| Сент-Майклс          | 0:0     | Ейвондейл Юнайтед |

Перегравання
| Команда 1         | Рахунок | Команда 2            |
| ----------------- | ------- | -------------------- |
| 25 серпня 2014    |         |                      |
| Богеміан          | 1:0     | Корк Сіті            |
| 30 серпня 2014    |         |                      |
| Ейвондейл Юнайтед | 2:0     | Сент-Майклс          |
| 1 вересня 2014    |         |                      |
| Шелбурн           | 0:1     | Сент-Патрікс Атлетік |

## Чвертьфінали
| Команда 1            | Рахунок | Команда 2  |
| -------------------- | ------- | ---------- |
| 12 вересня 2014      |         |            |
| Шемрок Роверс        | 0:0     | Дандолк    |
| Дрогеда Юнайтед      | 1:1     | Деррі Сіті |
| Сент-Патрікс Атлетік | 3:2     | Богеміан   |
| 14 вересня 2014      |         |            |
| Ейвондейл Юнайтед    | 1:1     | Фінн Гарпс |

Перегравання
| Команда 1       | Рахунок | Команда 2         |
| --------------- | ------- | ----------------- |
| 15 вересня 2014 |         |                   |
| Дандолк         | 1:2     | Шемрок Роверс     |
| 16 вересня 2014 |         |                   |
| Деррі Сіті      | 5:0     | Дрогеда Юнайтед   |
| 17 вересня 2014 |         |                   |
| Фінн Гарпс      | 4:1     | Ейвондейл Юнайтед |

## Півфінали
| Команда 1            | Рахунок | Команда 2  |
| -------------------- | ------- | ---------- |
| 5 жовтня 2014        |         |            |
| Сент-Патрікс Атлетік | 6:1     | Фінн Гарпс |
| Шемрок Роверс        | 1:1     | Деррі Сіті |

Перегравання
| Команда 1     | Рахунок | Команда 2     |
| ------------- | ------- | ------------- |
| 7 жовтня 2014 |         |               |
| Деррі Сіті    | 2:0     | Шемрок Роверс |

## Фінал
| 2 листопада 2014 16:30 (CET) |

| Деррі Сіті | 0:2      | Сент-Патрікс Атлетік |
| ---------- | -------- | -------------------- |
|            | Протокол | Фаган 52', 90+4'     |

| Авіва, Дублін Глядачів: 17 038 Арбітр: Педрай Саттон |